# Joaquín Riascos
Manuel Joaquín de Santa Isabel Riascos García (La Chorrera, província de Panamá, República de Nova Granada, 19 de novembro de 1833 - San Juan del Cesar, Estado Soberano do Magdalena, Estados Unidos da Colômbia, 8 de agosto de 1875) foi um militar e estadista colombiano. Foi o 5º presidente dos Estados Unidos da Colômbia, exercendo o cargo do dia 12 de maio de 1867 ao dia 28 de junho do mesmo ano.

## Biografia
Durante a primeira infância, Manuel Joaquín de Santa Isabel Riascos García transladou-se com a sua família primeiro a Cartagena e depois a Santa Marta. A sua vida decorreu em Santa Marta e a Villa de Ciénaga, entre trabalhos agrícolas e comerciais. O seu sobrinho e biógrafo, o padrei Pedro María Revollo relata:
"Jovem contraiu casamento com a dona Concepção Jimeno, filha de dom José Jimeno e dona Catalina Munive, apreciável dama da melhor sociedade mais apreciável pelas qualidades morais que a fizeram uma mulher amável e forte, no sentido elevado da Sagrada Escritura. Foi sua cooperadora no trabalho, pelo qual pôde conservar uma boa finca agrícola adquirida pelo seu esposo em companhia do irmão maior deste, Lázaro María Riascos. Na revolução de 1860 fez as suas primeiras armas com o coronel González, depois tomou parte no célebre combate em que se assediou, durante 21 dias, a Santa Marta entre novembro e dezembro de 1861".
Ao terminar o relato deste longo combate, agrega o historiador Alarcón estas palavras:
"Cedo começou-se a sentir em Santa Marta o desenvolvimento e frequência de um delito desgovernado e escandaloso: o peculato. Isso montou em cólera ao coronel Riascos, cuja honradez era seu a maior timbre, e sem pedir ordem a ninguém pôs uma guarda na Aduana para que não saíssem mercadorias em subrepticia ou ilicitamente".
Após esta campanha vitoriosa, foi promovido a general; se teve sucesso antes não este no combate no seguinte, no Estado de Antioquia, onde participou como chefe de uma brigada composta por três batalhões. O exército liberal foi derrotado em Santo Domingo, pelo conservador, comandado pelo General Bráulio Henao em 14 de janeiro de 1862. Riascos foi feito prisioneiro por onze meses na prisão em Medellín. Começou então a série de revoluções nos Estados, que atingiram o país ano após ano, e que deram ao período o apelido de "anarquia organizada". Novamente o General Riascos se viu à frente de um exército em 1864 e em sua visão resolveu conter os excessos e crimes do governo do Estado Soberano de Magdalena e derrubar seu Presidente General José María Louis Herrera. Terminou sua campanha e enviou ao presidente provisório de Magdalena, Joaquín M. Vengoechea, sua renúncia do comando das forças e voltou para casa.

## Estados Unidos da Colômbia e sua Presidência
Senador e deputado em várias ocasiões, em 24 de abril de 1867, o General Riascos era um dos responsáveis pela presidência, enquanto atuava como o terceiro designado à Presidência da República. Cinco dias depois, em 29 de abril, o general Tomás Cipriano de Mosquera decretou a dissolução do Congresso Nacional e declarou-se no exercício supremo da autoridade. Essa notícia - diz Ignacio Arizmendi Posada - chega a Santa Marta dias depois, e quando o general Riascos é informado, e sem maiores detalhes, desconsidera a decisão de Mosquera e torna-se presidente provisório, em função de sua condição de terceiro nomeado, em 12 de maio. Porém, no dia 23 do mesmo mês, o general Santos Acosta segundo nomeado, na ausência do primeiro Santos Gutiérrez, assume o comando da Nação, mas Riascos - pelas dificuldades de comunicação da época, continua como presidente provisório quando não toma conhecimento do golpe contra Mosquera liderado por Acosta. Quando soube sobre isso em junho e no dia 28 deste mês deixa de exercer funções executivas ao reconhecer Santos Acosta como legítimo presidente. Depois o Congresso da República reconhece como constitucionais os 47 dias em que Riascos foi considerado presidente. A lei 15 de 1868 o previa, razão pela qual se pode afirmar que durante 36 dias estiveram no país dois presidentes constitucionais, Riascos e Santos Acosta. Terminado o seu mandato como presidente do Estado de Magdalena, em 1867, o general Riascos retirou-se para Ciénaga e dedicou-se aos seus negócios privados.

## Morte
O General Riascos morreu violentamente no combate de San Juan del Cesar, em 8 de agosto de 1875, defendendo as aspirações presidenciais de seu chefe, Rafael Núñez, contra o governo de Santiago Pérez.